# RNA-interferens
RNA-interferens (RNAi) är ett fenomen i levande celler, där dubbelsträngat RNA kan tysta en gen så att den inte uttrycks. Detta kan ses som ett slags immunförsvar för genomet. 2006 års nobelpris i medicin delades ut till Andrew Fire och Craig Mello för upptäckten av fenomenet och dess mekanismer.
RNA-interferens har snabbt utvecklats till en cellbiologisk forskningsmetod, ofta förkortat RNAi. Med den kan man manipulera cellers egenskaper genom att minska uttrycket av en viss gen i en viss celltyp och därmed minska mängden av ett visst protein i cellen. Detta kan få konsekvenser för många andra typer av proteiner i cellen, något som kan studeras med hjälp av mikromatriser. 
RNAi är en metod där celler transfekteras med dubbelsträngat RNA, (dsRNA) som är komplementärt till det mRNA som ska tystas, antisense RNA. Om de celler som ska transfekteras kommer från människan eller andra däggdjur kan inte den dubbelsträngade RNA:molekylen vara längre än högst 30 baspar. Annars kommer kroppen att svara kraftigt, vilket leder till en nedbrytning av RNA-molekylen. Detta är en av många olika mekanismer som verkar för att bekämpa främmande nukleinsyra, eftersom den ofta kan antas vara virus. När cellerna är transfekterade med det dubbelsträngade RNA:t binder dessa till ett RNA Induced Silencing Complex (RISC), som sedan binder till det mRNA som är av intresse och tystar dess uttryck genom att leta reda på basparande RNA-sekvenser och bryta ner dessa.
RNAi som metod hämmar genuttryck, men stoppar det inte helt. Trots sina begränsningar har RNAi blivit en mycket populär metod i forskningsvärlden, eftersom alternativen bland annat består av knock-out-metoder vilka är tidskrävande och dyra.